# Mohammad Al Bachir Gadiaga
Mohammad Al Bachir Gadiaga, noto anche come Al Bachir (Chiba, 27 aprile 1998), è un cestista taiwanese di origini senegalesi e statunitensi.

## Biografia
Al Bachir nasce a Chiba, in Giappone, da padre senegalese e madre statunitense. Dopo aver vissuto in Giappone per tre anni, si trasferisce con la famiglia in Senegal dove vive fino a otto anni, prima di trasferirsi nuovamente, questa volta in Taiwan.

## Carriera

### Club
Al Bachir viene selezionato al primo giro del draft T1 del 2021 dai New Taipei CTBC DEA. Vince il premio di MVP della lega sia nella stagione 2022-23 che in quella 2023-24.
Nel giugno 2024 firma un contratto biennale con gli Akita Northern Happinets, militanti nella lega giapponese B.League.
Il 13 giugno 2025 Al Bachir torna ai New Taipei CTBC DEA dopo che rimane free agent a seguito della rescissione del contratto da parte dei Northern Happinets.

### Nazionale
Debutta con la nazionale taiwanese nel 2021, inizialmente da giocatore naturalizzato e due anni più tardi come giocatore locale grazie alle regole di eleggibilità imposte dalla FIBA.